# Чикуауа
Чикуауа е една от 28-те области на Малави. Разположена е в южния регион на страната и граничи с Мозамбик. Столицата на областта е град Чикуауа, площта е 4878 км², а населението (по преброяване от септември 2018 г.) е 564 684 души.